# 3 Ninjas et l'Invention du siècle
Pour les articles homonymes, voir Breakout.
Pour plus de détails, voir Fiche technique et Distribution.
3 Ninjas et l'Invention du siècle (Breakout) est un film canadien de ninjutsu réalisé par John Bradshaw, sorti en vidéo en 1999. 
Malgré son titre, il n'a rien à voir avec la saga des 3 Ninjas débutée avec Ninja Kids.

## Fiche technique
- Titre original : Breakout
- Titre français : 3 Ninjas et l'Invention du siècle
- Réalisation : John Bradshaw
- Scénario : Naomi Janzen
- Direction artistique : Robin Rhodes
- Costumes : Stephanie Garrison
- Photographie : Edgar Egger
- Montage : Nick Rotundo
- Musique : Gary Koftinoff
- Production : Nicolas Stiliadis
- Pays d’origine :  Canada
- Langue originale : anglais
- Format : couleur — son Mono
- Genre : action, comédie
- Durée : 86 minutes
- Dates de sortie :
  - États-Unis : 26 mai 1999

## Distribution
- J. Evan Bonifant : Joe Hadley
- Holly Gagnier : Lynn Hadley
- Robert Carradine : Zack Hadley
- James Hong : Mr. Wang
- Breanne Grant : Maggie
- Jerome Silvano : Derrek
- Chris Chinchilla : Stewart
- Ralph George : Faisul
- Mike Peng : Luis